# 塚瀬進
塚瀬 進（つかせ すすむ、1962年9月18日 - ）は、日本の東洋史学者、長野大学教授。
東京都生まれ。1990年、中央大学大学院文学研究科博士課程単位取得退学。中央大学客員研究員、長野大学講師、助教授、環境ツーリズム学部教授。2014年 中央大学にて史学博士を取得。

## 著書
- 『中国近代東北経済史研究 鉄道敷設と中国東北経済の変化』東方書店 1993
- 『満洲国 「民族協和」の実像』吉川弘文館 1998　ISBN　9784642077521
- 『満洲の日本人』吉川弘文館 2004　新装版　2023　ISBN　9784642084277
- 『マンチュリア史研究 「満洲」六〇〇年の社会変容』吉川弘文館 2014　ISBN　9784642038379
- 『溥儀』山川出版社・日本史リブレット、2015

### 編纂
- 『近代日中関係史研究論文目録 1946年～1989年』 竜渓書舎 1990